# The Bourne Ultimatum - Il ritorno dello sciacallo
The Bourne Ultimatum - Il ritorno dello sciacallo (The Bourne Ultimatum) è un film del 2007 diretto da Paul Greengrass.
La pellicola, ispirata al romanzo Il ritorno dello sciacallo di Robert Ludlum, è il sequel di The Bourne Supremacy del 2004, nonché terzo capitolo della serie di Bourne, che vede come protagonista l'ex agente segreto Jason Bourne, privo di ogni ricordo sul suo passato e in perenne fuga dalla CIA. The Bourne Ultimatum svela le origini del personaggio, che ancora una volta affronta ex colleghi e nuovi nemici.

## Trama
Jason Bourne sfugge alla polizia di Mosca e va a Parigi a parlare col fratello di Marie, mentre la direzione della CIA decide di continuare a dargli la caccia.
A Torino il giornalista Simon Ross incontra Neal Daniels, ufficiale supervisore dell'addestramento di Jason Bourne, e raccoglie delle notizie per un'inchiesta giornalistica. Ritornato a Londra, telefona in sede parlando dell'Operazione Blackbriar, venendo intercettato per mezzo di ECHELON dall'agenzia di spionaggio. Viene subito avvisato il responsabile di Blackbriar, Noah Vosen, che si attiva per bloccare la notizia e il giornalista; Vosen fa preparare un sicario pronto ad agire.
Bourne va a Londra e incontra Simon Ross alla stazione Waterloo; riesce appena a sapere qualcosa di Blackbriar, l'aggiornamento dell'operazione Treadstone, quando Ross viene assassinato dal sicario. Bourne prende la borsa di Ross e fra le sue carte trova l'indirizzo di una banca a Madrid, la Sewell and Marbury, dove si dirige. Neal Daniels, che al momento è il responsabile dell'agenzia a Madrid, sente alla televisione della morte di Simon Ross e decide di scappare a Tangeri, in Marocco.
Negli Stati Uniti, i tecnici della CIA hanno incrociato gli spostamenti di Ross con quelli del loro personale, scoprendo che Daniels è la fonte di Ross; Vosen informa il direttore della CIA, Ezra Kramer, che gli ricorda perché gli ha messo Landy vicino; se le cose andranno male, lei farà da capro espiatorio e loro ricominceranno le operazioni in altri modi.
In Spagna, Bourne cerca Daniels ma non lo trova; al suo posto incappa in Nicky Parsons, che decide di aiutare Bourne, mentendo a Vosen che le ha telefonato. Nicky Parsons sa dove è Daniels, e insieme si dirigono a Tangeri.
Intanto, Pamela Landy viene a sapere da Noah Vosen che Blackbriar era nato come normale programma di sorveglianza, ma adesso è diventato il nome di copertura di tutte le operazioni clandestine: consegne straordinarie, intrusioni, interrogatori sperimentali e azioni letali, se necessario. Così, Vosen manda un sicario in Marocco per eliminare Neal Daniels. Il killer esegue, poco prima che Bourne possa parlare a Daniels, e riceve poi l'ordine di eliminare anche Jason e Nicky; quest'ultima fugge, inseguita dal killer, a sua volta inseguito da Bourne che lo uccide dopo un lungo inseguimento e un corpo a corpo molto duro.
A questo punto, Bourne decide che deve contrattaccare, per chiudere la questione una volta per tutte; corrompendo un poliziotto riesce a vedere i resti degli effetti personali di Daniels, tra cui alcune pagine bruciacchiate del dossier su Treadstone che Daniels aveva conservato e portato via da Madrid; risale a un indirizzo di New York, ovvero la stazione della CIA dove Landy e Vosen lavorano. Jason manda via Nicky, che entra in clandestinità perché sa già troppo per l'Agenzia, poi parte per New York.
Al suo arrivo, il suo passaporto attira l'attenzione dell'assistente di Landy; è intestato a Gilberto De Piento, una delle false identità che Treadstone fornì a Bourne anni prima, ma non avendola mai usata non è stata inserita nel sistema e perciò non viene rilevata in automatico dai controlli della CIA; Landy intuisce che Bourne cerca proprio lei e fa mandare un messaggio dall'ufficio avvisi dell'aeroporto, per avvertirlo che ha capito. Bourne si reca alla stazione e la sorveglia da un palazzo vicino, osservando Landy e Vosen, poi telefona a Landy immaginando che Vosen la faccia tenere sotto controllo, e infatti è così; Landy cerca di convincerlo a rientrare rivelandogli il suo vero nome, David Webb, e la sua data di nascita, 4-15-71; quando Jason le dice di riposare perché le sembra stanca, tutti capiscono che è lì vicino. Pamela Landy esce sperando di incontrarlo e seminare Vosen, che la segue di persona aspettando di vedere Bourne; questi manda un messaggio testuale alla donna con un appuntamento a Tudor Square, dove la squadra di Vosen si apposta; in realtà è solo un trucco per allontanare Vosen dal suo ufficio e rubare tutti gli incartamenti su Treadstone e Blackbriar. Gli agenti tornano indietro ma Bourne sta già fuggendo.
Intanto, Landy torna indietro e va al vero appuntamento; nella sala di controllo qualcuno si accorge che la data di nascita fornita da Landy è diversa da quella sul fascicolo di Bourne; Vosen analizza l'informazione e capisce che è in realtà un indirizzo, il 415 della 71ª strada, la vecchia sede dove il programma Treadstone addestrava i suoi agenti. Vosen telefona subito a Albert Hirsch, lo psicologo che addestrava mentalmente i candidati al programma, e lo avvisa di andarsene, ma Hirsch decide di restare e trattenere Bourne. Intanto Bourne è in fuga da CIA, polizia e dal killer di Londra, chiamato per concludere il lavoro; dopo un lungo inseguimento per le strade della città, Bourne riesce a fermare il sicario, ma non lo uccide e lo lascia ferito e stordito in auto mentre lui assiste inerme.
Landy e Bourne si incontrano e la spia le dà i documenti presi a Vosen per farli pubblicare; Landy li manda via fax al New York Times, mentre Vosen cerca Bourne; il funzionario sorprende la collega mentre l'ultima pagina è inviata, e riceve il consiglio di trovarsi un avvocato. Hirsch incontra Bourne e gli narra di come si sia offerto volontario per il programma, e Jason ha dei flashback sui condizionamenti messi in atto per spingerlo a uccidere senza moralità e senza domande. Ma gli uomini della CIA irrompono e Jason deve fuggire; arrivato sul tetto, viene sorpreso dal killer di Londra, che non spara ma gli chiede perché non lo ha ucciso; Bourne risponde con la frase "Guardaci! Guarda che ti obbligano a dare!", la stessa che il suo collega di Treadstone gli rivolse nella campagna francese, e poi salta per tuffarsi nell'East River parecchi piani più sotto; il killer non spara, ma lo fa Vosen. Jason cade in acqua e non viene visto riaffiorare.
Grazie al servizio del giornale la verità viene a galla: Vosen e Hirsch vengono arrestati per aver condotto operazioni clandestine senza permesso, e aver ucciso cittadini sia statunitensi sia stranieri; Kramer nega di essere a conoscenza della cosa, scaricando i due, mentre Pamela Landy testimonia davanti a una commissione d'inchiesta. Nicky, che è fuggita e vive nascosta, ascoltando il notiziario apprende con sollievo che dopo giorni di ricerche il corpo di Jason Bourne non è stato trovato.
Poco dopo essere finito in acqua, Jason si riprende e si allontana nuotando.

## Produzione

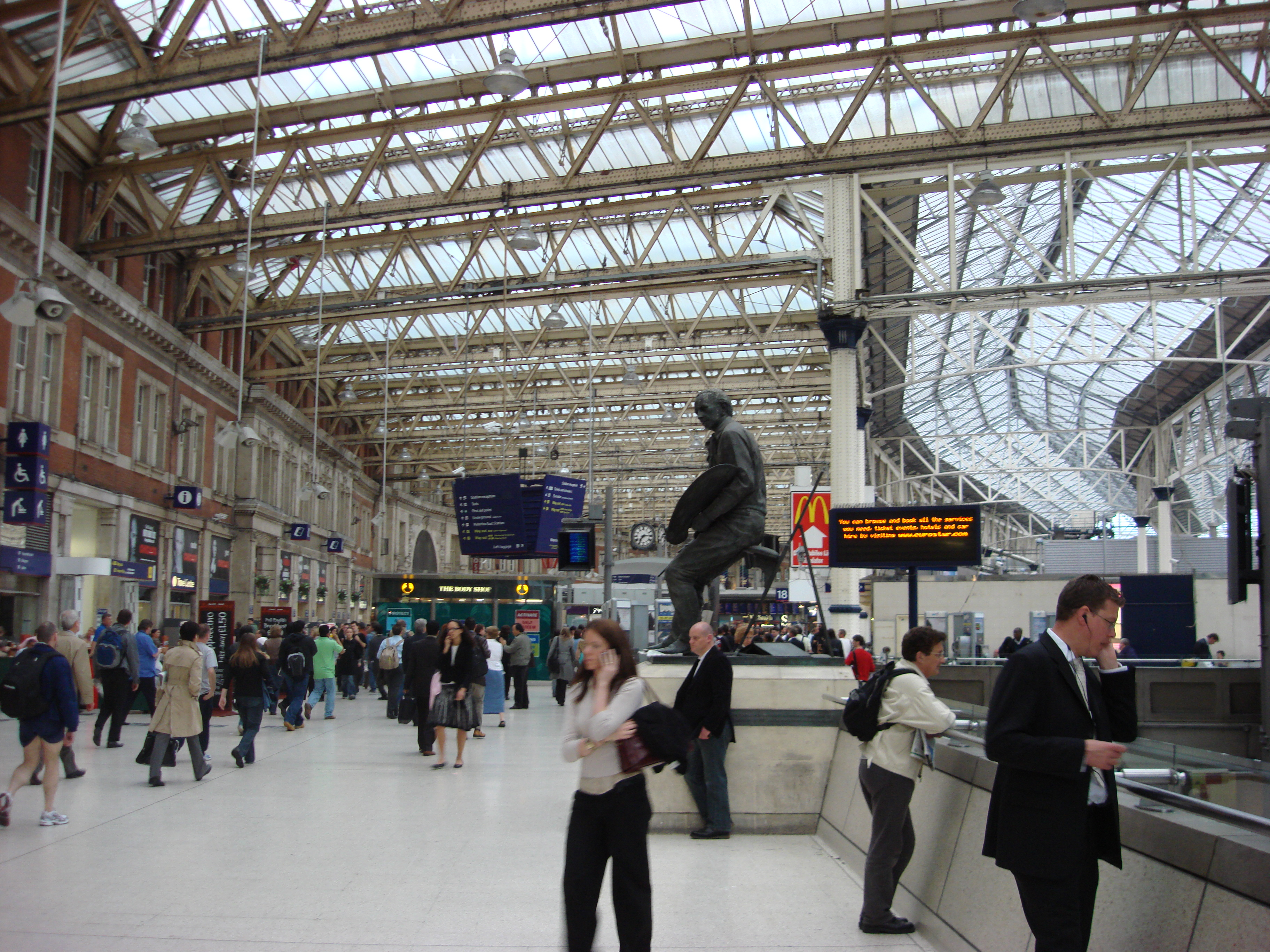
La stazione di Londra Waterloo, tra le location del film.

Oltre ad alcuni interpreti, primo tra tutti Matt Damon, tutti i film della serie sono accomunati dall'aver la colonna sonora scritta dal compositore britannico John Powell (Happy Feet, Robots).
Le riprese sono iniziate nell'ottobre 2006. Il regista del film, Paul Greengrass, lo stesso del precedente capitolo The Bourne Supremacy, è noto anche per alcuni film di taglio più documentarista e realistico, come Bloody Sunday e United 93. Come tutti i precedenti film di Greengrass, anche questo terzo capitolo della saga di Bourne è caratterizzato da riprese concitate, inquadrature "sporche" e movimentate, e un montaggio frenetico.
Nel film sono presenti alcune scene di comparse "involontarie", che per scelta e impossibilità sono rimaste in fase di montaggio, quindi durante il film si possono notare passanti che guardano in camera e indicano gli attori.
La breve sequenza ambientata a Torino era stata inizialmente ripresa proprio nel capoluogo piemontese, ma un cambio di sceneggiatura ha fatto sì che la scena dovesse essere girata di nuovo: così, visto che la troupe si trovava a Madrid per le sequenze spagnole del film, la scena è stata rigirata nella capitale iberica, usando uno scorcio della città simile a una piazza italiana. La sequenza dell'attentato a Tangeri è un esplicito omaggio del regista Greengrass a La battaglia di Algeri di Gillo Pontecorvo. Ironia della sorte, il regista italiano scomparve proprio nei giorni in cui la troupe di The Bourne Ultimatum stava girando a Tangeri; il giorno dopo la notizia della morte, il regista e il cast osservarono un minuto di silenzio per ricordare Pontecorvo prima di incominciare le riprese.

### Titolo
Il titolo del film scelto per la distribuzione italiana, "The Bourne Ultimatum - Il ritorno dello Sciacallo", richiama curiosamente (ed erroneamente) l'attenzione verso il filone letterario di Bourne di Robert Ludlum, dove lo sciacallo è il principale antagonista di Bourne.

## Promozione
Come per i precedenti The Bourne Identity e The Bourne Supremacy, anche per The Bourne Ultimatum - Il ritorno dello sciacallo sono state realizzate varie locandine in cui è protagonista esclusivo Matt Damon. Inizialmente sono stati distribuiti due teaser poster: nel primo è rappresentato Jason Bourne di spalle con sullo sfondo lo skyline di New York, con la tagline «This summer Jason Bourne comes home»; nel secondo è invece presente Bourne a figura intera intento a camminare con una pistola in mano, e la tagline «This summer Bourne comes home».
Successivamente sono state distribuite le due locandine ufficiali, entrambe in bianco e nero: nella prima, divisa verticalmente a metà, sono raffigurate due immagini di Jason Bourne, una in piano americano mentre impugna una pistola, e l'altra in primissimo piano del viso, con la tagline «Remember Everything. Forgive Nothing»; nella seconda è invece presente solo il primissimo piano di Bourne, senza alcuna tagline.
In Italia sono state utilizzate le stesse locandine, con la tagline «Ricorda tutto. Non perdona nulla», sia come poster cinematografici che come cover per le edizioni home video. In alcuni paesi è stato utilizzato anche un altro poster per locandina e cover home video, raffigurante il piano americano di Bourne, stavolta a colori, con sullo sfondo un fotogramma dell'inseguimento automobilistico a NY presente nella pellicola.

## Distribuzione
La pellicola è uscita nelle sale statunitensi il 3 agosto 2007, mentre in Italia il 1º novembre dello stesso anno.

## Accoglienza

### Incassi
A fronte di un budget di 110 milioni di dollari, la pellicola ne ha incassati circa 227,5 milioni in Nord America e 216,6 milioni nel resto del mondo, per un totale di 444100035 $, superando nettamente gli incassi dei precedenti capitoli.

### Critica
Il film è stato accolto positivamente dalla critica. L'autorevole rivista del British Film Institute Sight & Sound l'ha indicato fra i 30 film chiave degli anni 2000. Sull'aggregatore di recensioni Rotten Tomatoes ha un indice di gradimento del 92% basato su 268 recensioni, con un voto medio di 8 su 10. Su Metacritic ottiene un punteggio di 85 su 100 basato su 38 recensioni.

## Riconoscimenti
- 2008 - Premio Oscar
  - Miglior montaggio a Christopher Rouse
  - Miglior sonoro a Scott Millan, David Parker e Kirk Francis
  - Miglior montaggio sonoro a Karen M. Baker e Per Hallberg
- 2008 - Premio BAFTA
  - Miglior montaggio a Christopher Rouse
  - Miglior sonoro a Scott Millan, David Parker, Kirk Francis, Karen M. Baker e Per Hallberg
  - Candidatura per il miglior film britannico a Frank Marshall, Patrick Crowley, Paul Sandberg, Paul Greengrass, Tony Gilroy, Scott Z. Burns, George Nolfi
  - Candidatura per la migliore regia a Paul Greengrass
  - Candidatura per la migliore fotografia a Oliver Wood
  - Candidatura per i migliori effetti speciali a Peter Chiang, Charlie Noble, Mattias Lindahl e Joss Williams
- 2008 - Saturn Award
  - Candidatura per il miglior film d'azione/di avventura/thriller
  - Candidatura per la migliore regia a Paul Greengrass
  - Candidatura per la miglior colonna sonora a John Powell
- 2008 - MTV Movie Award
  - Candidatura per la migliore performance maschile a Matt Damon
  - Candidatura per il miglior combattimento (Matt Damon contro Joey Ansah)
- 2008 - Empire Award
  - Miglior film
  - Candidatura per il miglior thriller
  - Candidatura per la migliore regia a Paul Greengrass
  - Candidatura per il miglior attore protagonista a Matt Damon
- 2007 - National Board of Review Award
  - Migliori dieci film
- 2007 - Las Vegas Film Critics Society Award
  - Miglior montaggio a Christopher Rouse
- 2007 - Satellite Award
  - Miglior sonoro (Mixaggio e montaggio) a Scott Millan, David Parker, Kirk Francis, Karen M. Baker e Per Hallberg
  - Candidatura per il miglior montaggio a Christopher Rouse
  - Candidatura per i migliori effetti speciali a Peter Chiang, Charlie Noble, Mattias Lindahl e Joss Williams
- 2008 - Screen Actors Guild Award
  - Migliori controfigure
- 2008 - American Cinema Editors
  - Miglior montaggio a Christopher Rouse

- 2008 - Golden Trailer Award
  - Miglior spot TV d'azione (I Remember) a Empire Design
  - Candidatura per il miglior poster d'azione a Empire Design
  - Candidatura per il miglior poster internazionale a Empire Design
- 2008 - Irish Film and Television Award
  - Candidatura per il miglior film internazionale
- 2008 - Art Directors Guild
  - Candidatura per la migliore scenografia a Peter Wenham, Alan Gilmore, Robert Cowper, Jason Knox-Johnston, Andy Nicholson, Grant Armstrong, Joanna Foley, Ashley Winter, Rachid Quiat, David Swayze, Jeffrey McDonald, Mark Pollard, Tom Warren, Sonia Aranzabal, Sebastian T. Krawinkel e Andreas Olshausen
- 2008 - Cinema Audio Society
  - Candidatura per il miglior sonoro a Scott Millan, David Parker e Kirk Francis
- 2008 - London Critics Circle Film Award
  - Regista britannico dell'anno a Paul Greengrass
  - Candidatura per il film dell'anno
- 2008 - Golden Reel Award
  - Miglior montaggio sonoro
  - Miglior montaggio sonoro (Dialoghi ADR)
- 2008 - Online Film Critics Society Award
  - Candidatura per il miglior montaggio a Christopher Rouse
- 2008 - People's Choice Award
  - Film d'azione preferito
  - Candidatura per il film preferito
  - Candidatura per il miglior terzo episodio
- 2007 - Phoenix Film Critics Society Award
  - Migliori stunts
- 2007 - Teen Choice Award
  - Candidatura per il miglior film d'azione/avventura
- 2008 - World Soundtrack Award
  - Candidatura per il compositore dell'anno a John Powell
- 2008 - World Stunt Award
  - Miglior lavoro in altezze (Inseguimento a piedi sul tetto) a David Leitch e Kai Martin
  - Miglior lavoro con auto (Inseguimento nel parcheggio e per le strade di New York) a Scott Rogers, Chris O'Hara, Martin Ivanov, Darrin Prescott, Greg Tracy, Gilbert B. Combs, Craig Frosty Silva, Kevin Scott, Jeremy Fry e Jeff Medeiros
  - Candidatura per la miglior coordinazione stunts a Miguel Pedregosa, Scott Rogers, Darrin Prescott, Gary Powell, Evangelos Grecos e Dan Bradley